# Saint-Lary-Soulan
Saint-Lary-Soulan – miejscowość i gmina we Francji, w regionie Oksytania, w departamencie Pireneje Wysokie.
Jej burmistrzem był od 2008 r. Jean Henri Mir.
Według danych na rok 1990 gminę zamieszkiwało 1108 osób, a gęstość zaludnienia wynosiła 12 osób/km² (wśród 3020 gmin regionu Midi-Pireneje Saint-Lary-Soulan plasowała się wtedy na 310. miejscu pod względem liczby ludności, natomiast pod względem powierzchni na miejscu 21.).
Miejscowość znana również z kończących się tutaj etapów kolarskiego wyścigu Tour de France. Na wzniesieniu Pla d’Adet triumf odniósł tu w 1993 roku polski kolarz Zenon Jaskuła, było to pierwsze polskie zwycięstwo etapowe w Tour de France, wyczyn powtórzył w 2014 roku Rafał Majka.